# 큰눈박쥐속
큰눈박쥐속(Chiroderma)은 주걱박쥐과(신세계잎코박쥐과)에 속하는 박쥐 속의 하나이다. 중앙아메리카와 남아메리카 그리고 소앤틸리스 제도에서 발견된다. 5종으로 이루어져 있다.

## 하위 종
- 브라질큰눈박쥐 (Chiroderma doriae)
- 과들루프큰눈박쥐 (Chiroderma improvisum)
- 살빈큰눈박쥐 (Chiroderma salvini)
- 작은큰눈박쥐 (Chiroderma trinitatum)
- 털큰눈박쥐 (Chiroderma villosum)